# 佐藤嘉晃
佐藤嘉晃（さとう よしてる）は、日本の実業家。元コンパイルハート代表取締役社長、現取締役、アイディアファクトリー代表取締役社長。
コンパイルハートをライトユーザー向けのゲームソフトを供給する目的で設立し、 PSP用ゲームソフト「アストニシアストーリー」、アーケード用パズルゲーム「のーみそコネコネパズル たころん」などの販売を行った。また、まみむめ★もがちょなどのアニメーションの監督も行っている。

## 代表作品・関連作品

### ゲーム
- スペクトラルフォースシリーズ
- のーみそコネコネパズル たころん
- 緋色の欠片シリーズ
- アガレスト戦記シリーズ
- 薄桜鬼シリーズ
- ネプテューヌシリーズ
- NORN9 ノルン+ノネット
- 魔壊神トリリオン

### アニメ
- まみむめ★もがちょ（2001年）- 監督

### OVA- 監督
- スペクトラルフォース PHASE:1 新生魔王軍起つ（1998年） - 監督
- スペクトラルフォース PHASE:2 ジグロード決戦（1999年） - 監督